# District de Mezőcsát
Le district de Mezőcsát (en hongrois : Mezőcsáti járás) est un des 16 districts du comitat de Borsod-Abaúj-Zemplén en Hongrie. Créé en 2013, il compte 14 635 habitants et rassemble 45 localités : sept communes et une seule ville, Mezőcsát, son chef-lieu.
Cette entité existait déjà auparavant mais a été renommée en 1981 district de Leninváros jusqu'à sa suppression lors de la réforme territoriale de 1983.

## Localités
- Ároktő
- Gelej
- Hejőpapi
- Igrici
- Mezőcsát
- Tiszadorogma
- Tiszakeszi
- Tiszatarján